# デイヴィッド・ギリングハム
デイヴィッド・R・ギリングハム（David Gillingham、1947年 - ）は、アメリカの作曲家。吹奏楽編成の楽曲の作曲などで知られる。

## 人物・来歴
ギリングハムは、アメリカのウィスコンシン州生まれ。ウィスコンシン大学オシコッシ校で学士号 及び 修士号を取得。のちに、作曲をロジャー・デニス、オーエン・リード等に師事。
楽曲は、社会的な事件や問題を題材にして作られたものが多く、例えば、ベトナムの回顧（ベトナム戦争）、A light unto the darkness（オクラホマシティ連邦政府ビル爆破事件）、And Can It Be（コロンバイン高校銃乱射事件）などがある。この他、エアロダイナミクス（ライト兄弟による動力飛行100周年を記念して作曲）などの曲もある。近年は、日本でも、With Heart and Voice等の楽曲が人気を博し、コンクールなどでも演奏される機会が増えている。

## 主要作品

### 吹奏楽曲
- Heroes lost and fallen / 交響詩「ベトナムの回顧」
- With Heart and Voice
- Aerodynamics / エアロダイナミクス - 1903年オハイオ州デイトンでの飛行機誕生を祝して
- And Can It Be? 神が愛なら、どうしてこんな悲劇が起こるのか
- 闇の中のひとすじの光
- カウンシル・オーク - セミノール部族を讃えて
- 心に残る永遠の三日月 - 管楽器と打楽器のためのアダージョ
- ギャラクティック・エンパイア - 銀河の帝国
- 誇り高く永遠に
- プロヴィデンス
- 管楽器と打楽器のための交響曲「黙示録による幻想」
- 目覚める天使たち - エイズ、死せる者へ捧ぐ
- コンチェルティーノ - 4人の打楽器とウインドアンサンブルの為に
- ライト・オブ・マイ・ソウル
- クレスト・オブ・オナー
- ノー・シャドウ・オブ・ターニング
- 時の航海 - シドニーの興味深い歴史を祝して
- パーティング・オブ・ブレッシング
- The Echo Never Fades / こだまは鳴り止まぬ - タイラー･ブレッド･カルーソーに捧ぐ

他